# غاسبار فيرنانديز
غاسبار فيرنانديز (بالإسبانية: Gaspar Fernández)‏ هو ملحن مكسيكي وغواتيمالي، ولد في عقد 1560 في غواتيمالا، وتوفي في 1629 في مدينة بويبلا في المكسيك.

## وصلات خارجية
- غاسبار فيرنانديز على موقع IMDb (الإنجليزية)
- غاسبار فيرنانديز على موقع ميوزك برينز (الإنجليزية)
- غاسبار فيرنانديز على موقع أول ميوزيك (الإنجليزية)
- غاسبار فيرنانديز على موقع ديسكوغز (الإنجليزية)